# Proteina-glutammina gamma-glutammiltransferasi
La proteina-glutammina gamma-glutammiltransferasi è un enzima appartenente alla classe delle transferasi, che catalizza la seguente reazione:
proteina glutammina + alchilammina ⇄ proteina N5-alchilglutammina + NH3
L'enzima richiede Ca2+. Ii gruppi γ-carbossammidici dei residui di glutammina all'estremità del peptide agiscono come acil donatori, e i gruppi 6-amminici dei residui di lisina all'estremità della proteina o del peptide agiscono come accettori, per generare legami incrociati intra ed inter-molecolari di N6-(5-glutammil)-lisina. Viene generato dal taglio proteolitico dal Fattore XIII del plasma.